# Phyllocarpus
Phyllocarpus é um género botânico pertencente à família Fabaceae.

## Espécies
- Phyllocarpus riedelii
- Phyllocarpus septentrionalis

1. ↑  «Phyllocarpus — World Flora Online». www.worldfloraonline.org. Consultado em 19 de agosto de 2020